# Tongli Publishing
Tongli Publishing Co. (кит. трад. 東立出版社, палл. Дунли Чубаньшэ) — тайваньское издательство, занимающееся выпуском и переводом комиксов. Компания была основана в городе Тайнань в 1977, и в то время насчитывала 9 человек.

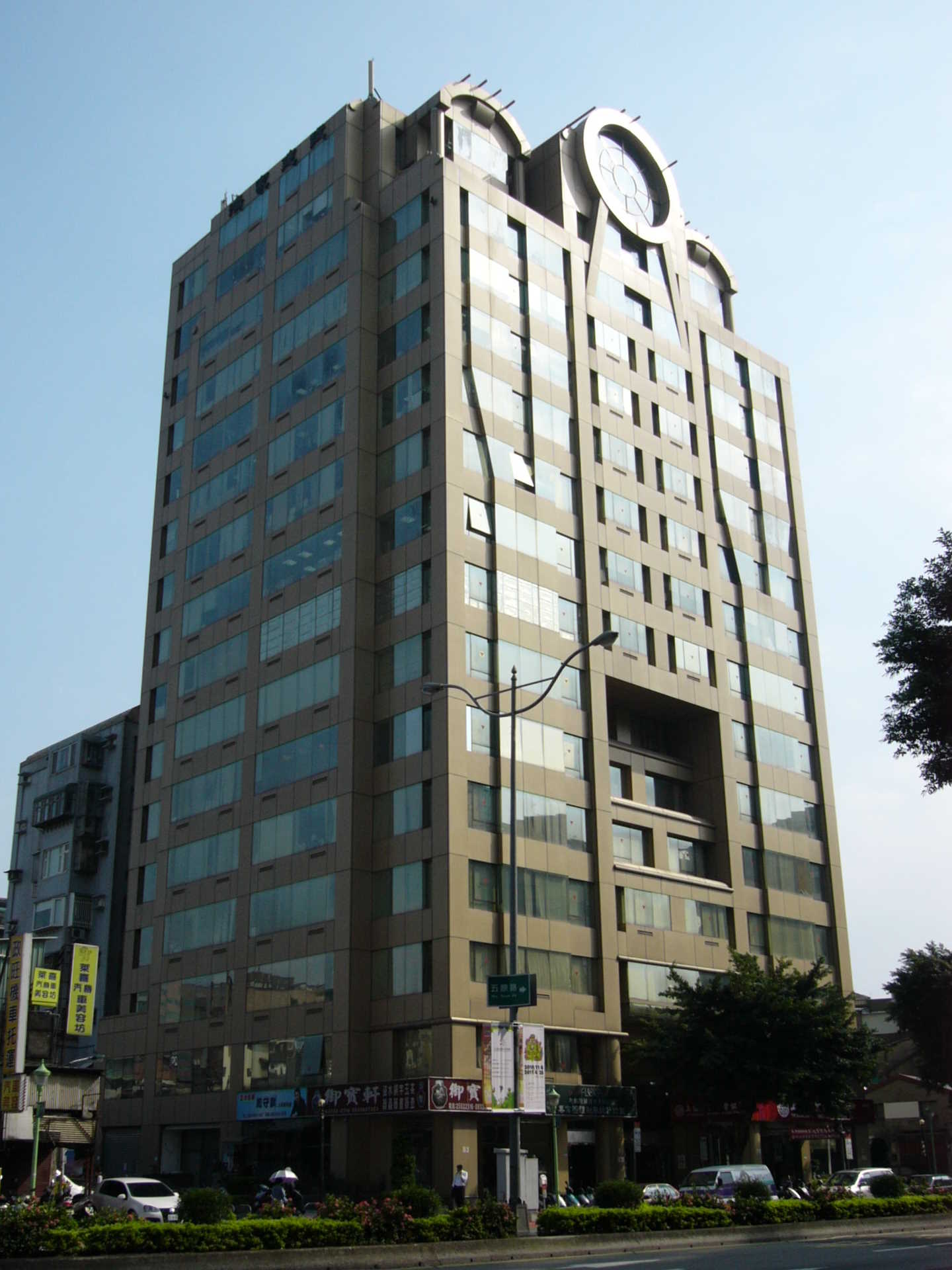
Центральный офис компании

Tongli прославилась как нелегальный издатель комиксов. В течение 15 лет Tongli стала крупнейшей компанией в этой области, всего выпустив более 1000 наименований, то есть около 50 в месяц. Несмотря на такой старт, Tongli же стала первой тайваньской компанией, официально лицензировавшей мангу — Cipher Минако Нариты у Hakusensha в 1989 году, a затем Akira Кацухиро Отомо у Kodansha в 1991 году. В 1992 тайваньское законодательство запретило распространение пиратских комиксов, что вынудило Tongli не только ограничиться приобретением лицензий, но и начать выпускать оригинальные комиксы (маньхуа). Начали выходить такие журналы, как Dragon Youth (龍少年月刊) и Star★Girls (星少女月刊) — комиксы оттуда находились под сильным влиянием манги из Японии.
В настоящее время Tongli владеет правами на такие произведения, как One Piece, Naruto, Sket Dance, Hunter x Hunter, Gintama, Skip Beat и др.